# Leptagrostis schimperiana
Leptagrostis es un género monotípico  de plantas herbáceas perteneciente a la familia de las poáceas. Su única especie: Leptagrostis schimperiana (Hochst.) C.E.Hubb., es originaria de Etiopía.

## Descripción
Son plantas perennes; cespitosas con tallos de 22 cm de alto (delgados); herbáceas ; no ramificadas arriba. Plantas desarmadas. Las hojas no auriculadas. Láminas foliares angostas, de 2-6 mm de ancho (10 a 25 cm de largo); setaceas en la punta;. Sin nervadura transversal. Lígula una franja de pelos.
Plantas bisexuales, con espiguillas bisexuales; con flores hermafroditas. Las inflorescencias paniculadas; de 5-12,5 cm de largo con ramillas capilares.

## Taxonomía
Leptagrostis schimperiana fue descrita por (Hochst.) C.E.Hubb. y publicado en Bulletin of Miscellaneous Information Kew 1937: 63. 1937.
Sinonimia
- Calamagrostis schimperiana Hochst.[3][4]